# بيتر رومن
بيتر رومن (بالتشيكية: Petr Ruman)‏ (2 نوفمبر 1976 ببرشيروف في التشيك - ) هو لاعب كرة قدم تشيكي في مركز الهجوم. شارك مع منتخب التشيك تحت 18 سنة لكرة القدم ومنتخب جمهورية التشيك تحت 21 سنة لكرة القدم. أما مع النوادي، فقد لعب مع بانيك أوسترافا وغرويتر فورت وماينتس 05 ونادي آلن وFK Frýdek-Místek ‏.

## وصلات خارجية
- بيتر رومن على موقع الاتحاد الدولي (مؤرشف)  (الإنجليزية)
- بيتر رومن على موقع الاتحاد التشيكي (الإنجليزية)
- بيتر رومن على موقع قاعدة بيانات كرة القدم.إي يو (الإنجليزية)
- بيتر رومن على موقع Soccerway.com (الإنجليزية)
- بيتر رومن على موقع عالم كرة القدم.نت (الإنجليزية)